# João Palma-Ferreira

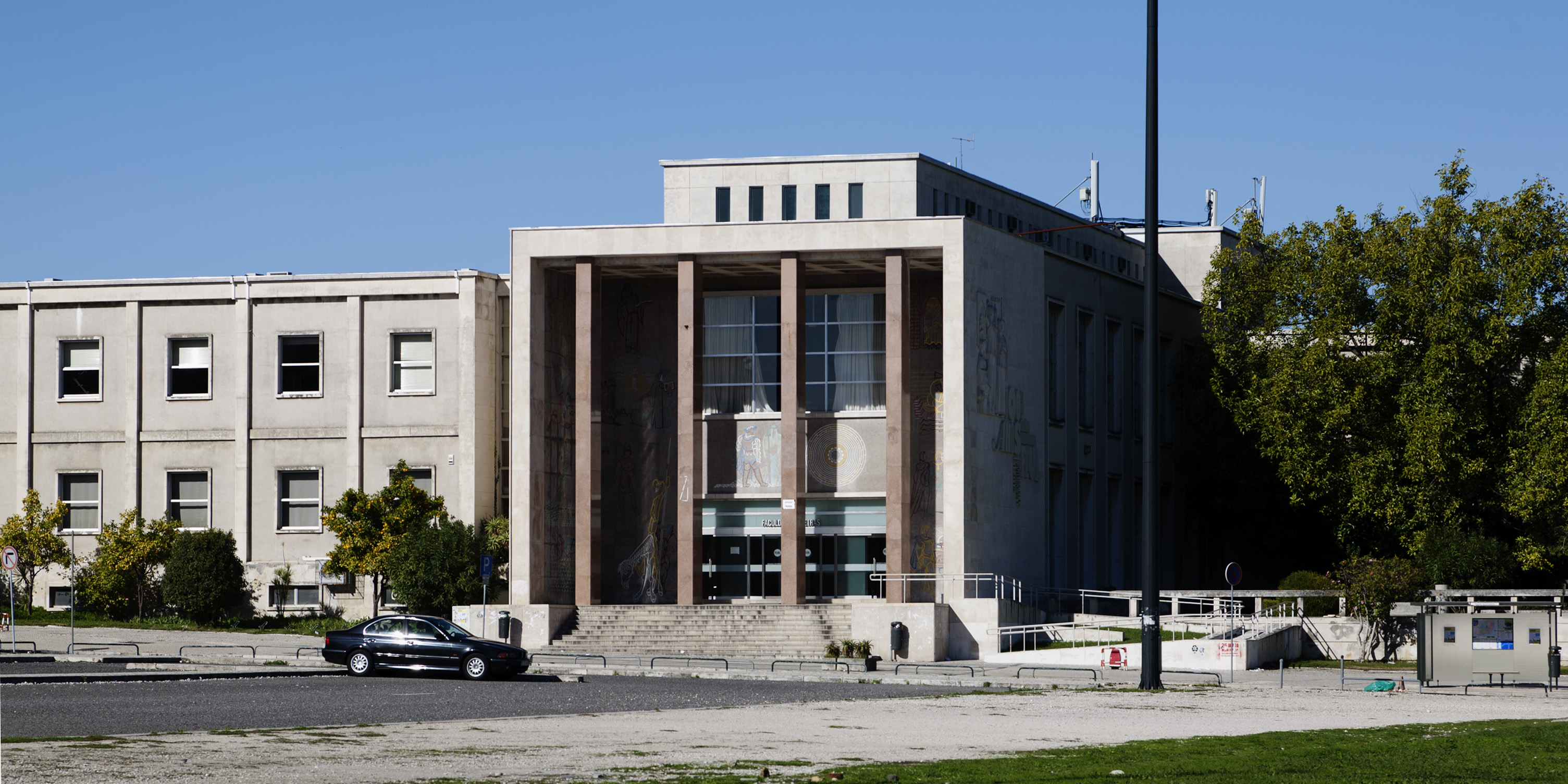
Faculdade de Letras da Universidade de Lisboa

João Pedro Palma-Ferreira (Lisboa, 1931 - Lisboa, 1989) foi professor, historiador, crítico literário, ficcionista, tradutor, ensaísta e publicista.
Licenciou-se em Filologia Germânica pela Faculdade de Letras da Universidade de Lisboa, em 1957.
Utilizou alguns pseudónimos como Ricardo Magnólia (R.M.) e Tibério Amador, entre outros, em publicações periódicas.

## Biografia
"Homem temente à cultura e à inteligência, mais que a qualquer credo religioso ou político, excelente conhecedor da singularidade das suas convicções, crítico severo do «casticismo» português mas também homem de sensibilidade e emotividade intensas." 

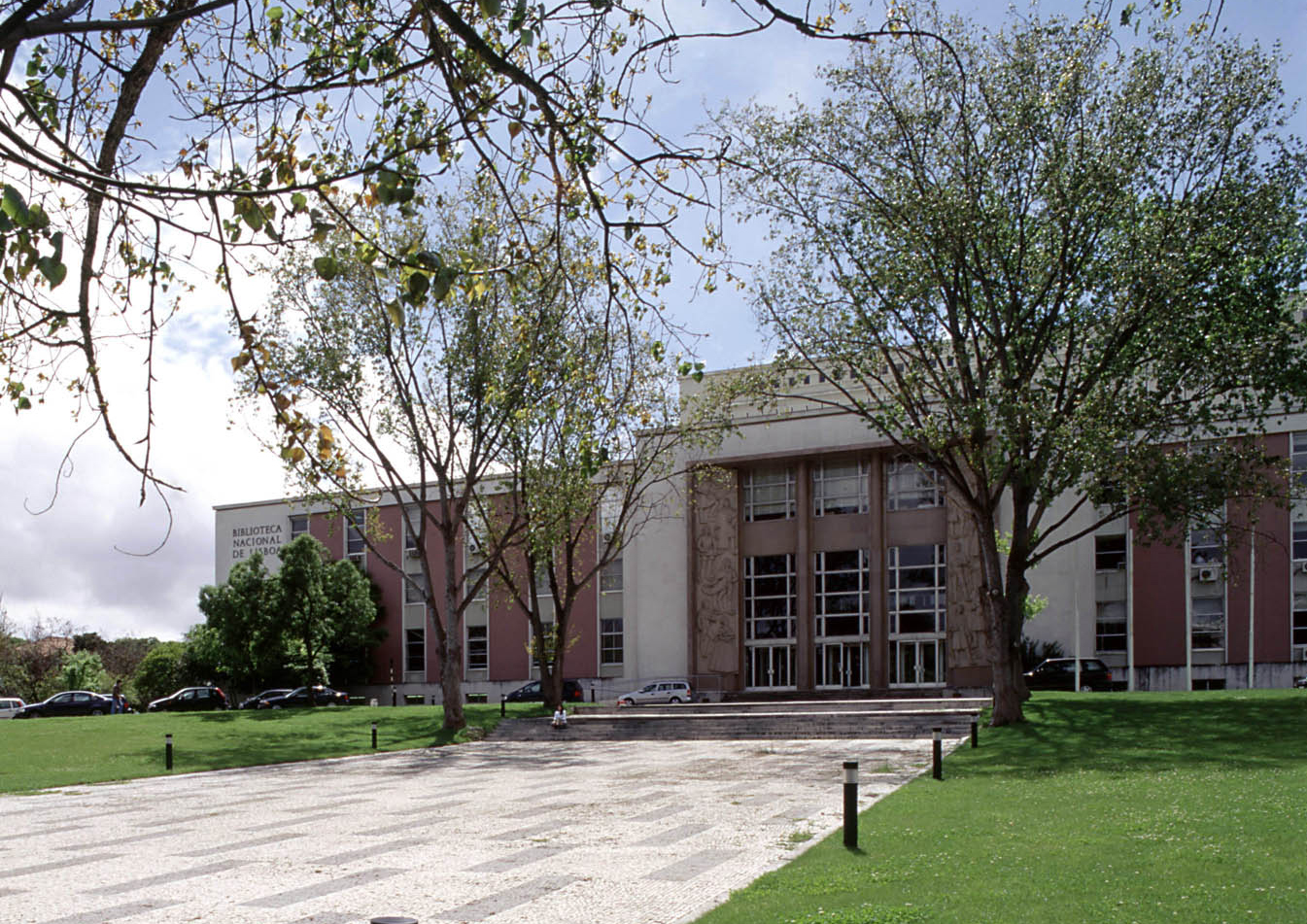
Biblioteca Nacional de Portugal, dirigida por Palma-Ferreira de 1980 a 1983

Palma-Ferreira exerceu inúmeras funções ao longo da sua vida: dedicou-se, durante 11 anos, ao ensino liceal, foi leitor de português na Universidade de Salamanca e, mais tarde, professor na respetiva Faculdade de Filosofia e Letras (1970-1974). Ainda em Espanha (Madrid) foi conselheiro cultural da Embaixada de Portugal; diretor do Centro de Coordenação e Planeamento Culturais do Secretariado de Estado da Cultura (1976) e membro permanente da Associação de Críticos Literários. Foi, também, um dos sócios fundadores da Associação Portuguesa de Escritores; conferencista em diversos centros universitários desafiou várias delegações portuguesas em reuniões internacionais patrocinadas pelo Conselho da Europa (1976-1977).
De 1980 a 1983 dirigiu a Biblioteca Nacional e foi graças ao seu trabalho como gestor cultural que se deu a criação da Área de Espólios, hoje ACPC, da BN .
Em 1983, tornou-se Presidente da Administração da Rádio Televisão Portuguesa(RTP). A sua tomada de posse decorreu na residência oficial do Primeiro-Ministro (então Mário Soares), na presença do mesmo, juntamente com Carlos Alberto da Mota Pinto e António de Almeida Santos e ainda três outros ministros: os da Educação, da Cultura e da Qualidade de Vida. Afirmou no seu discurso que: “Será observada uma escrupulosa fiscalização de qualidade, de modo a impedir que, sendo a Televisão um dos grandes meios de difusão da cultura, se transforme, outrossim, num veículo de permanentes distorções e de empobrecimento intelectual.”. No entanto, a indignação dos espetadores e a polémica que se formou em torno do caso “Pato com Laranja”, (trad. de L'anatra all'arancia), um filme italiano que passou na RTP com alegadas cenas explícitas, levaram à demissão de João Palma-Ferreira. A 30 de julho de 1983, foi agraciado com o grau de Comendador da Ordem do Infante D. Henrique.
Iniciou a sua carreira literária com a crítica, em 1954, no primeiro número da revista Anteu, ao lado de António Osório, Cristóvão Pavia, Pedro Tamen e Rogério Fernandes. Já a sua estreia na ficção deu-se em 1968, com Três Semanas em Maio (obra de carácter sui generis pela interceção discursiva e pela construção dos diálogos e monólogos), seguindo-se A Porta do Inferno, 1969 (reeditadas, em 1971, com o título conjunto de As Novelas).
Desenvolveu interesse pela atividade de tradução de literatura anglo-americana e pela divulgação, em Portugal, de autores como Hemingway, James Joyce, Saul Below, Salinger, Caldwell, Henry Miller, Jorge Luís Borges, Ernesto Sábato, Mario Vargas Llosa, Cabreras Infante, García Márquez. Dedicou, ainda, intensos ensaios críticos a Valery Larbaud, Mikhail Voslensky e Vergílio Ferreira, por quem tinha uma enorme admiração.

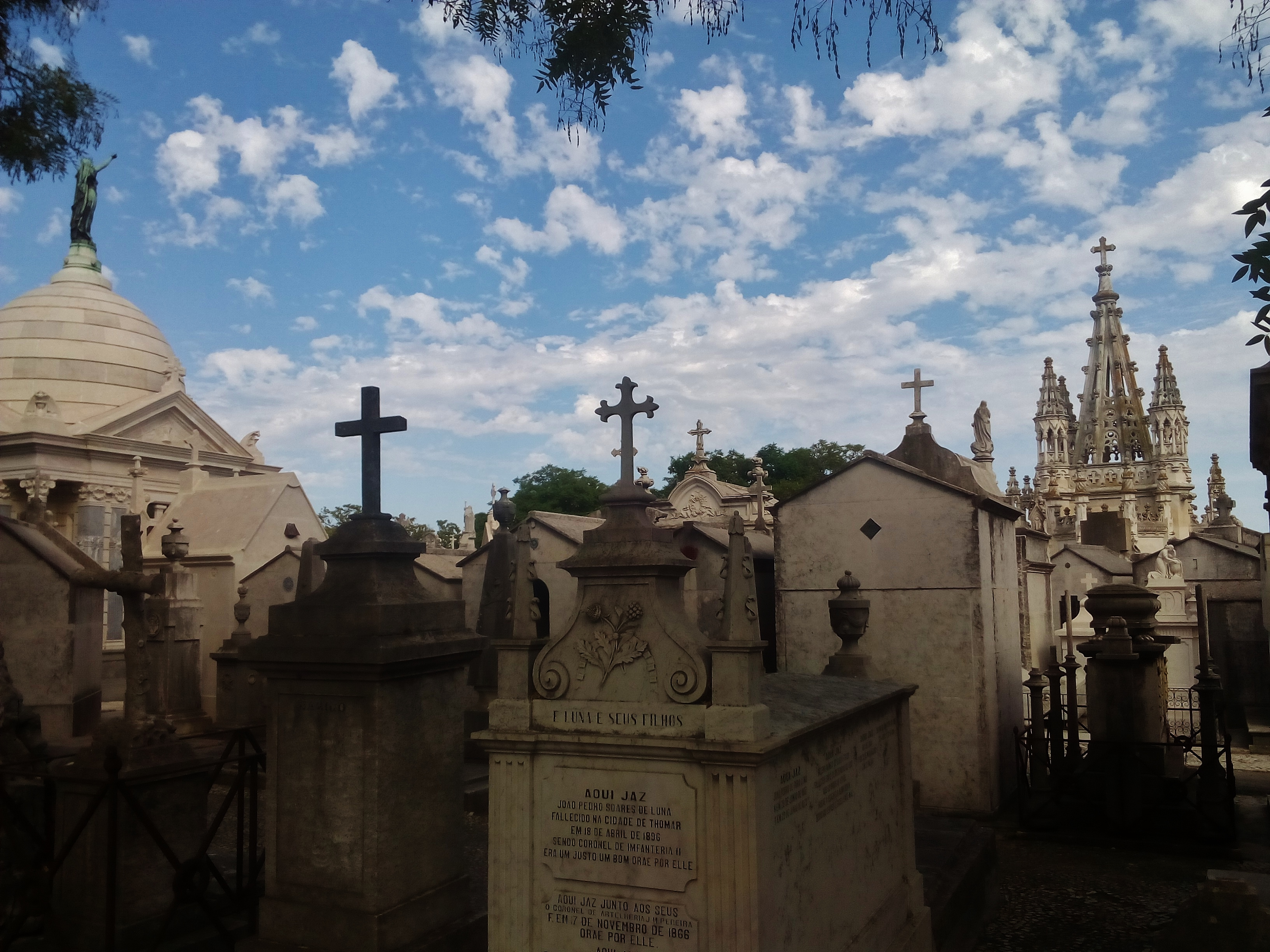
Cemitério do Alto de São João, Lisboa

O seu funeral, em 1989, no cemitério do Alto de São João, foi parcialmente filmado pela RTP e encontra-se disponível online.
A 7 de setembro de 1990, foi agraciado, a título póstumo, com o grau de Grande-Oficial da Ordem Militar de Cristo.
O seu nome foi atribuído à Rua A da zona N 1 de Chelas pelo Edital de 29 de agosto de 1991.
Parte do seu espólio manuscrito encontra-se, desde 1981, por vontade do próprio, na Biblioteca Nacional.

## Obras Principais
Não estão listadas edições críticas, compilações, traduções e colaboração em obras coletivas.
- Três Semanas em Maio, Lisboa: Publicações Europa-América. 1968;
- A Porta do Inferno, Lisboa: Publicações Europa-América. 1969;
- Na Tua Morte, Lisboa: Publicações Europa-América. 1970;
- A Viagem, Lisboa: Arcádia. 1971;
- Os Crânioclastas, Lisboa: Estúdios Cor. 1972;
- Diário (I, II, III), Lisboa: Publicações Europa-América. 1972-1983;
- Pretérito Imperfeito, Lisboa: Estúdios Cor. 1974;
- Obscuros e Marginados: Estudos da Cultura Portuguesa, [Porto]: Imprensa Nacional - Casa da Moeda. 1980[4];
- Subsídios para Uma Bibliografia do Memorialismo Português, Lisboa: Biblioteca Nacional. 1981;
- Sobre a Autobiografia de Antónia Margarida de Castelo Branco : 1652-1717,  [Porto]: Imprensa Nacional - Casa da Moeda.  1981;
- Do Pícaro na Literatura Portuguesa, Lisboa: Instituto de Cultura e Língua Portuguesa. 1981;
- Academias Literárias dos Séculos XVII e XVIII, Lisboa: Biblioteca Nacional. 1982;
- Temas de Literatura Portuguesa, Lisboa: Verbo. 1983;
- Textos e Ensaios, Lisboa: Publicações Europa-América. 1984;
- Literatura Portuguesa: História e Crítica,  [Porto]: Imprensa Nacional - Casa da Moeda.  1985;
- Subsídios para o Estudo da Evolução da História e Crítica da Literatura Portuguesa, Lisboa: Instituto Português do Património Cultural. 1986.

## Caracterização da sua Obra
A sua escrita foi "marcada pela compreensão da literatura como espaço de procura renovada, reflexo literário do fim de um mundo de alicerces estáveis e de equilíbrio seguro".
"De recorte evasivo, fragmentário, intimista e, nesse sentido, proto-memorialista(...) os seus primeiros escritos de ficção "(...) mereceram a atenção de Mário Sacramento, Nelson de Matos, Alfredo Guisado e Nuno Sampaio, que lhe sublinharam o descompromisso ideológico, a fobia dos espaços/lugares-comuns, o quase fascínio da solidão, preenchida pelo prazer de divagar, deambulando pelo exótico, o hermético ou o simplesmente ridículo."